# Super Liga Malaeză
TM Super Liga Malaezia este primul eșalon din sistemul competițional fotbalistic din Malaezia.

## Echipele sezonului 2024-25
<...>

## Golgeteri
| Season  | Players                                    | Teams/Clubs                                   | Goals |
| ------- | ------------------------------------------ | --------------------------------------------- | ----- |
| 1989    | Zainal Abidin Hassan                       | Selangor FA                                   | 12    |
| 1990    | Alistair Edwards                           | Singapore                                     | 13    |
| 1991    | Abbas Saad                                 | Format:Country data Johor Johor FA            | 11    |
| 1992    | Zainal Abidin Hassan                       | Format:Country data Pahang Pahang FA          | 12    |
| 1993    | Mohd Hashim Mustapha                       | Format:Country data Kelantan Kelantan FA      | 13    |
| 1994    | Mohd Hashim Mustapha                       | Format:Country data Kelantan Kelantan FA      | 25    |
| 1995    | Scott Ollerenshaw                          | Sabah FA                                      | 22    |
| 1996    | Scott Ollerenshaw                          | Sabah FA                                      | 18    |
| 1997    | Laszlo Repasi                              | Format:Country data Perak Perak FA            | 19    |
| 1998    | Vyatcheslav Melnikov                       | Format:Country data Pahang Pahang FA          | 17    |
| 1999    | Azman Adnan                                | Format:Country data Penang Penang FA          | 13    |
| 2000    | Azizul Kamaluddin                          | Format:Country data Pahang Pahang FA          | 12    |
| 2001    | Norizam Ali Hassan                         | Format:Country data Perak Perak FA            | 13    |
| 2002    | Muhamad Khalid Jamlus                      | Format:Country data Perak Perak FA            | 17    |
| 2003    | Phillimon Chepita                          | Format:Country data Perlis Perlis FA          | 23    |
| 2004    | Indra Putra Mahayuddin                     | Format:Country data Pahang Pahang FA          | 15    |
| 2005    | Julio Cesar Rodriguez Zacharia Simukonda   | Sabah FA Format:Country data Perlis Perlis FA | 18    |
| 2005-06 | Keita Mandjou                              | Format:Country data Perak Perak FA            | 17    |
| 2006-07 | Keita Mandjou Awang Md Shahrazen Mohd Said | Format:Country data Perak Perak FA DPMM FC    | 21    |
| 2007-08 | Marlon Alex James                          | Format:Country data Kedah Kedah FA            | 23    |
| 2009    | Mohd Nizaruddin Yusof                      | Format:Country data Perlis Perlis FA          | 18    |
| 2010    | Mohd Ashaari Shamsuddin                    | Terengganu FA                                 | 18    |